# Molophilus pieltaini
Molophilus pieltaini là một loài ruồi trong họ Limoniidae. Chúng phân bố ở miền Cổ bắc.